# Vallejera
Vallejera es una localidad y un municipio situados en la provincia de Burgos, en la comunidad autónoma de Castilla y León (España), comarca de Odra-Pisuerga, partido judicial de Burgos.

## Geografía
Tiene un área de 18,32 km² con una población de 48 habitantes (INE 2009) y una densidad de 3,28 hab/km².

## Demografía
Vallejera cuenta con una población de 39 habitantes (INE 2024).

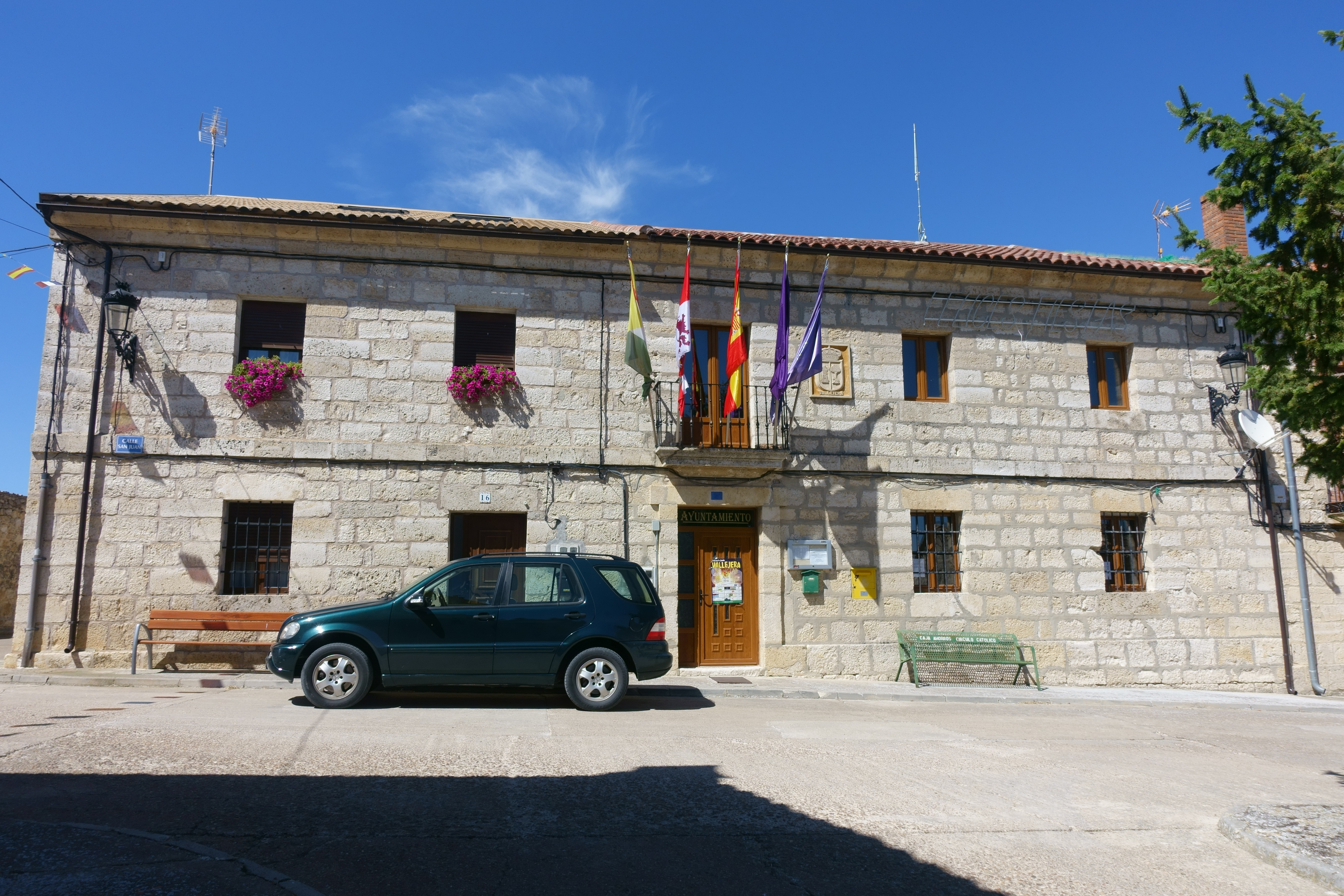
Casa consistorial

| Gráfica de evolución demográfica de Vallejera entre 1842 y 2021 |
| |
| Población de derecho según los censos de población del INE. Población de hecho según los censos de población del INE.En estos censos se denominaba Vallegera: 1877, 1887, 1897, 1900, 1910, 1920, 1930, 1940, 1950, 1960, 1970, 1981 y 1991. |

| 1991 |  | 1996 |  | 2001 |  | 2004 |  | 2006 |  | 2007 |  | 2008 |
| ---- |  | ---- |  | ---- |  | ---- |  | ---- |  | ---- |  | ---- |
| 60   |  | 59   |  | 53   |  | 55   |  | 54   |  | 60   |  | 53   |

## Historia
Villa que formaba parte, en su categoría de pueblos solos, del Partido de Castrojeriz, uno de los catorce que formaban la Intendencia de Burgos, durante el periodo comprendido entre 1785 y 1833, en el Censo de Floridablanca de 1787. Jurisdicción de señorío, siendo su titular el Marqués de Avilafuente, alcalde ordinario.

## Parques eólicos
Parque eólico «La Zarzuela», de 41,8 MW. de potencia instalada, ubicado en los términos municipales de Los Balbases y Vallejera, promovido por CyL Energía Eólica, de 22 aerogeneradores Vestas de 1.900 kW. de potencia unitaria, diámetro de rotor de 90 m., altura de buje de 105 m. y red subterránea de media tensión a 30 kV. de interconexión de los aerogeneradores, con llegadas a la subestación «Cuatro Picones», con un presupuesto de 47.644.072,89 euros.  (enlace roto disponible en Internet Archive; véase el historial, la primera versión y la última).

## Cultura

### Fiestas y celebraciones
- San Juan Ante Portam Latinam (primer sábado de agosto)
- Santa Bárbara (4 de diciembre)